# Rapotice
Rapotice település Csehországban, a Třebíči járásban. Rapotice Újezd u Rosic, Vysoké Popovice, Lukovany, Lesní Jakubov és Sudice településekkel határos. Lakosainak száma 540 fő (2024. január 1.).

## Népesség
A település lakosságának változását az alábbi diagram mutatja:
| Lakosok száma | 287  | 433  | 515  | 602  | 503  | 505  | 524  | 540  | 517  | 540  |
|               | 1869 | 1900 | 1921 | 1961 | 1980 | 2011 | 2016 | 2019 | 2021 | 2024 |